# Cidaphus atricilla
Cidaphus atricilla là một loài tò vò trong họ Ichneumonidae.